# Andrew Irvine
Andrew "Sandy" Irvine (8 d'abril de 1902 - 8 o 9 de juny de 1924) va ser un alpinista anglès que va prendre part a la Tercera Expedició Britànica a l'Everest el 1924. Irvine va desaparèixer en algun lloc de l'Aresta Nord junt a George Mallory, mentre intentava realitzar la primera ascensió a la muntanya més alta de la Terra. La parella va ser vista per última vegada a uns centenars de metres del cim.

## Biografia
Irvine va néixer a Birkenhead, Anglaterra, en el si d'una família amb arrels gal·lesa i escocesa. Estudià a les escoles de Birkenhead i Shrewsbury i més tard al Merton College d'Oxford per cursar enginyeria. Irvine va destacar en rem i va ser el remer número 5 de la tripulació d'Oxford que va guanyar la Regata Oxford-Cambridge de 1923, en el que va ser la primera victòria d'Oxford des de 1913.

## L'expedició a l'Everest

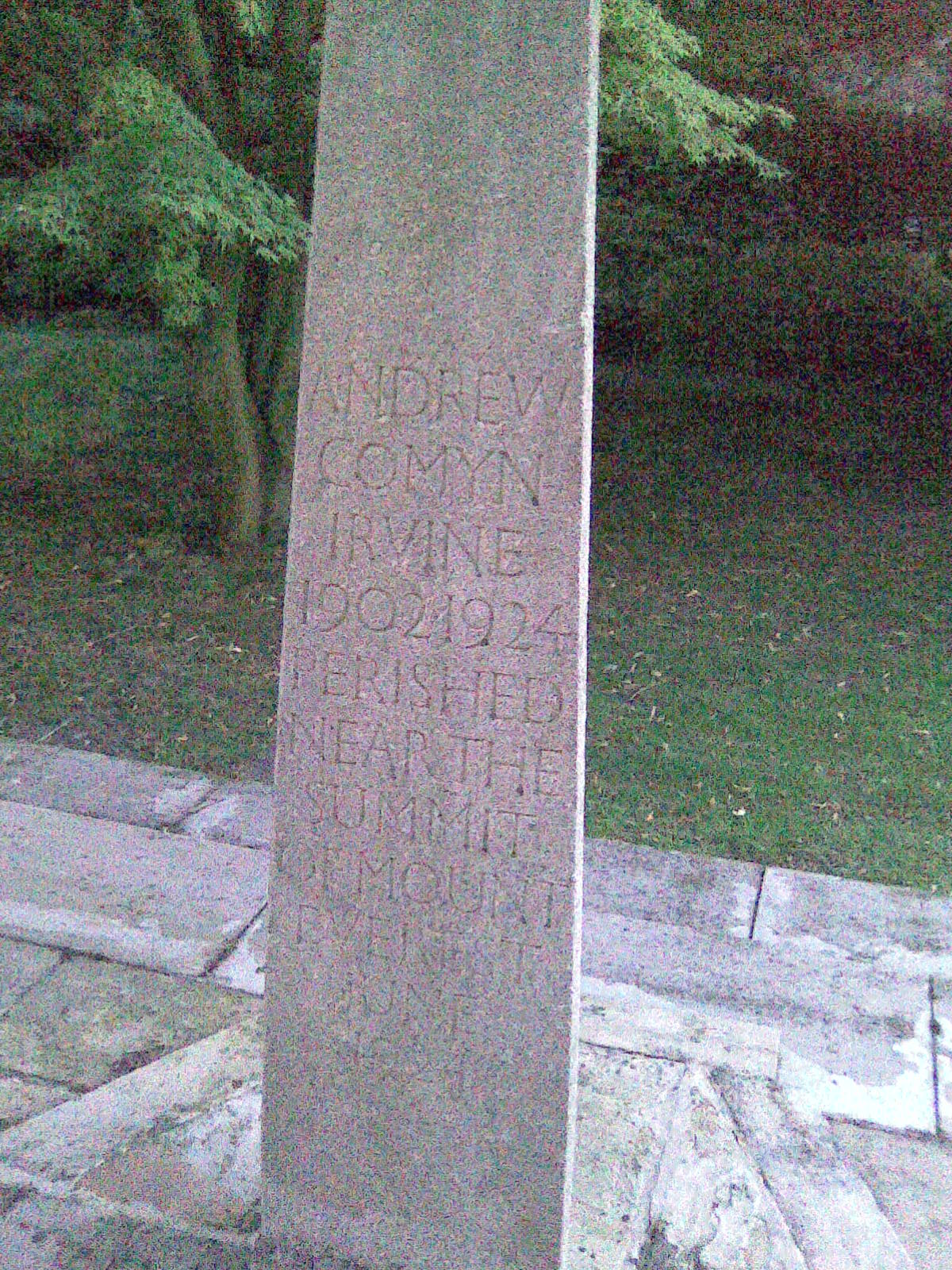
Memorial d'Andrew Irvine al Merton College, d'Oxford.

El 1923 Irvine va ser escollit per prendre part en una expedició universitària a Spitsbergen, on va destacar en tots els aspectes. De resultes de la bona impressió que donà fou seleccionat per prendre part en la "Tercera Expedició Britànica" a l'Everest. Encara no s'havia llicenciat i sols tenia 21 anys, i va acabar sent l'expert en els equips d'oxigen de l'expedició. L'ascensió començà a començaments de juny, i l'últim dia en què els escaladors van ser vistos fou el 8 de juny de 1924. Noel Odell va informar d'haver-los vist a través d'un telescopi tot pujant cap al cim les 12:50 del migdia No van tornar mai al Camp Base i es desconeix si van aconseguir arribar al cim. El cos d'Irvine no ha estat trobat malgrat les expedicions realitzades en la seva cerca.